# Maz Jobrani
Maz Jobrani est un acteur américano-iranien né le 26 février 1972 à Téhéran.

## Filmographie

### Cinéma
- 2001 : The Medicine Show : Dr Michel
- 2002 : Apparitions : Paramédical
- 2002 : Maryam : Reza
- 2002 : Bug : Docteur
- 2002 : Friday After Next : Moly
- 2003 : Mind Games : l'avocat de Jill
- 2004 : 30 ans sinon rien : Glenn
- 2005 : L'Interprète : Mo
- 2006 : Moonpie : Eduardo
- 2011 : David : Ahmed
- 2011 : Kadaffi Goes Hollywood : Mouammar Kadhafi
- 2012 : Overnight : Amir
- 2013 : Paradise : le conducteur de Vegas
- 2014 : Shirin in Love : Mike
- 2014 : Sunken City : Klug
- 2014 : Jimmy Vestvood: Amerikan Hero (en) : Jimmy Vestvood

### Télévision
- 1999 : Chicago Hope : La Vie à tout prix : le garde de sécurité (1 épisode)
- 2000 : Le Flic de Shanghaï : Sneer (1 épisode)
- 2000 : Malcolm : un voleur (1 épisode)
- 2001 : V.I.P. : Agent Smith (1 épisode)
- 2002 : L'Homme du président : Ali Faisal
- 2002 : Urgences : Henry Aquino (1 épisode)
- 2002 : New York Police Blues : Dr Zamir Shola (1 épisode)
- 2002 : FBI : Portés disparus : Imam (1 épisode)
- 2002 : Cedric the Entertainer (1 épisode)
- 2002 : The Agency : Yasir Khan (1 épisode)
- 2002 : 24 heures chrono : Marko Khatami (2 épisodes)
- 2003 : Une famille presque parfaite : M. Conway (1 épisode)
- 2003 : Threat Matrix : Yousef (1 épisode)
- 2003-2004 : Life with Bonnie : Maz (2 épisodes)
- 2004 : À la Maison-Blanche : Prince Bitar (1 épisode)
- 2004 : Larry et son nombril : Sikh (1 épisode)
- 2004 : New York, police judiciaire : Asher Koutal (1 épisode)
- 2005 : Life on a Stick : M. Hut (12 épisodes)
- 2005 : DOS : Division des opérations spéciales : Mohammed Safid (1 épisode)
- 2007 : Les As du braquage : Gourishankar Subramaniam (13 épisodes)
- 2008-2009 : Rita Rocks : M. Abir (6 épisodes)
- 2009 : Better Off Ted : Dr Bamba (6 épisodes)
- 2011 : Traffic Light : Ramon (1 épisode)
- 2011 : Man Up : Dr Samdi (1 épisode)
- 2013 : Whitney : Dr West (1 épisode)
- 2013 : Men at Work : Amir (1 épisode)
- 2013 : Tainted Love : Détective Jamshid (1 épisode)
- 2013 : We Are Men : Vic (2 épisodes)
- 2014 : Last Man Standing : Jerry (1 épisode)
- 2014 : Shameless : Dr Johnny (1 épisode)
- 2014 : True Blood : le propriétaire marocain (1 épisode)
- 2014 : Friends with Better Lives : Henry (1 épisode)
- 2015 : Descendants : Jafar (téléfilm)
- 2015 : Grey's Anatomy : Dakhir Hamed (1 épisode)